# Polygala cyparissias

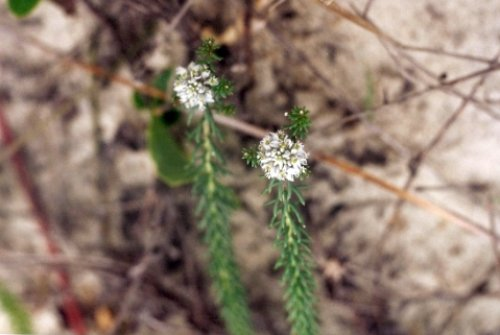
Vista de la planta

La  Polygala cyparissias es una especie botánica herbácea de la familia de las Polygalaceae.  Crece endémicamente en las costas atlánticas de Argentina, Uruguay, Brasil en las restingas. Es subcosmopolita, faltando en regiones septentrionales del Hemisferio Norte y en Nueva Zelanda .

## Propiedades
Es usada en medicina herbal por sus propiedades curativas sobre el riñón; serían xantonas la droga curativa. 

## Observaciones
Por sus flores todas las Polygalaceae suelen ser confundidas con las leguminosas Papilionoideae, ambas con flores zigomorfas  similares, pero en las Polygalaceae el ovario tiene 2 o más carpelos, mientras que en las Papilionoideae por 1 

## Taxonomía
Polygala cyparissias fue descrita por Jean Louis Marie Poiret y publicado en Mémoires du Muséum d'Histoire Naturelle 17: 368. 1828.
Etimología
Polygala: nombre genérico que deriva del griego y significa
"mucha leche", ya que se pensaba que la planta servía para aumentar la producción de leche en el ganado.
cyparissias: epíteto
Sinonimia
Sinonimia
- Polygala corisoides A. St.-Hil.
- Polygala cyparissias var. corisoides (A. St.-Hil.) Chodat[3]